# 広小路西通
広小路西通（ひろこうじにしとおり）は、名古屋市中村区の地名。

## 歴史

### 地名の由来
1886年（明治19年）、名古屋駅開業に伴い、そのアクセス確保のため、従来の広小路より西に延長された部分にあたることに由来するという。ただし、延長部分も含めて広小路通と総称するため、広小路西通の名はあくまで町名にすぎない。

### 沿革
- 1938年（昭和13年）9月1日 - 中区船入町・禰宜町・笹島町および東柳町・西柳町の各一部により、同区広小路西通として成立する[2]。
- 1944年（昭和19年）2月11日 - 中村区編入に伴い、同区広小路西通となる[3]。
- 1977年（昭和52年）10月23日 - 一部が名駅一丁目・名駅四丁目・名駅五丁目にそれぞれ編入される[3]。
- 1981年（昭和56年）6月7日 - 堀川部分を残し大部分が名駅南一丁目に編入される[2]。

## 出身・ゆかりのある人物
- 石原栄三郎（かぢ平、金物商、石原商店金物部代表社員、愛知県多額納税者） - 店舗が広小路西通にあった[4][5]。
- 石原平左衛門（かぢ平、石原商店鉄部代表社員）[4][5]